# Venkovská próza
Venkovská próza je literární žánr vyskytující se v české literatuře ve druhé polovině 19. století.
Typickými rysy tohoto žánru je popis prostředí a způsobu života v daném kraji, postupně nabýval na významu nejen popis krajiny a života lidí, do takto zaměřených románů začala vstupovat i snaha popsat sociální problémy typické pro daný region. Postupně se objevuje i snaha neidealizovat si venkovské prostředí a vidět i jeho nedostatky. V takových dílech jsou často ukazovány napjaté mezilidské vztahy, velmi často je zdůrazňováno nerovné postavení ženy. Některá z takto vzniklých děl však sklouzla do jednoduchého schématu, kdy bohatý sedlák je nositelem veškerých problémů a chudý vesničan je jen jeho oběť. Přesto se v mnoha dílech objevuje řada nadčasových problémů jako jsou generační spory, lidé toužící po majetku a panském životě, kteří jsou stavěni do protikladu s lidmi se smyslem pro cit, dobro a lidskost.
Za historicky první významné dílo tohoto žánru lze považovat Babičku od Boženy Němcové, která však líčí venkov velmi zidealizovaný. Tento pohled ještě přetrvává u Vítězslava Hálka. Realistický pohled na venkov se projevuje již u Karolíny Světlé, tento pohled se plně prosadil od osmdesátých let 19. století, kdy se venkovský realismus stal jednou z nejvýznamnějších částí české literatury (Karel Václav Rais, Antal Stašek). Některá díla venkovského realismu postupně přerostla v jakési románové kroniky (Josef Holeček, Alois Jirásek). Popularita tohoto žánru měla ohlas i v dramatu a později se odrazila i v tvorbě ruralistů.